# Ula (Saare)
Pour les articles homonymes, voir Ula.
Ula est un village d'Estonie situé dans la commune de Pöide du comté de Saare.